# 僕とロボコ
『僕とロボコ』（ぼくとロボコ、英: Me & Roboco）は、宮崎周平による日本の漫画。『週刊少年ジャンプ』（集英社）において、2020年31号から連載中。2024年12月時点で累計発行部数が150万部を突破している。

## 概要
公言こそされていないものの、登場キャラクターの造形や立ち位置、話作りの骨格といった基本構造が主に『ドラえもん』のパロディとなっていることがしばしば指摘され、その上で現代的なアレンジを加えたオマージュ作品とも評されている。
2022年5月30日発売の2022年26号にて、テレビアニメ化が発表された。
2022年7月11日発売の『週刊少年ジャンプ』32号にて本作が連載2周年を迎えたこととアニメ化の決定により、「ロボコ2大実写化プロジェクト」が始動される。第1弾として、同号にてコスプレイヤーのえなこがロボコのコスプレを行ったグラビアを掲載。このグラビアは少年ジャンプ+でも公開され、その応援コメント欄において、ロボコの膝の再現性が不十分であるという趣旨の指摘が相次ぐ事態となった。
2023年2月13日発売の2023年11号に掲載された次号予告にて、累計発行部数が100万部を突破したと発表された。
2024年1月、「漫道コバヤシ 漫画大賞2023」のグランプリを受賞。

## ストーリー
西暦20XX年、超高性能メイド型ロボットOM（オーダーメイド）が爆発的な人気を博し、一般家庭にまで広く普及した世界。平凡人の家には未だにOMがおらず、可愛いOMとの生活に憧れを抱いていた。あくる日、友人たちからのOM自慢と生温かいプレッシャーに耐えかねたボンドは、どうにかママを説得し、ついにOMを買ってもらえることになったものの、いざやってきたのは、ユニーク過ぎる容姿とハチャメチャな挙動で、本当にOMなのかどうかも疑わしい「ロボコ」だった。なんやかんやありながらもロボコを迎え入れたボンドには、騒がしくも楽しい日々が待っていたのだった。

## 登場人物
担当声優は、特筆がない限りはテレビアニメ版での配役。

### メインキャラクター
9巻からボンドたちは6年生に進級している。
ロボコ / 平 ロボコ（たいら ロボコ）
声 - 松尾駿（チョコレートプラネット）  / 天川めぐみ（ボイスコミック版）
本作の主人公の一人。ボンドのOM（オーダーメイド）。平家に仕え、ボンドを主人とする。
世間に流通する一般的なOMとあまりにかけ離れたユニークな容姿の持ち主で、長身で筋肉質の本人曰く「愛されボディ」、「ナッパ（ドラゴンボール）」に喩えられるほどの逞しい膝と、困り顔が本人的なチャームポイント。家事の腕前は、料理をさせれば出てくるのはとても料理とは言い難い出来の「押忍!!クソ男飯!!」、掃除や洗濯をさせれば壊してしまう、といった有様のため、専らママから頼まれた雑用をこなす程度しか役に立っていない。立ち振る舞いは御淑やかさの欠片もなく、自由奔放で無軌道、妙なところにはやたらとこだわりを持ち、大体は寝ているかマンガを読んでいるかで、総じて「メイド」としての機能は壊滅的。その一方、酷寒の雪山から宇宙空間に至るまであらゆる環境をものともせず、ぶつかってきたトラックを無傷で逆に破壊してしまうほどの頑強なボディ、桁外れの怪力と運動性能、レーザー光線や謎のエネルギー波「ロボコ砲」といった戦闘アビリティを持つ。その他にも、ツインテールがプロペラ化して飛行する「ロボコプター」となったり、ファミチキが出せたり、腹部には自分でも何が起こるかわからないボタンが付いていたりと、体の各所に様々な機能が備わっている。エネルギーを使い過ぎるとか細く可愛らしい「蚊トンボ膝ロボコ」（声 - 水瀬いのり）へと変化し、家事もそれなりにこなせるようになるが、様々な機能や戦闘力が制限されてしまう。そのため本人的には元のボディが良いらしく、またボンドを含む一部のキャラクター以外には元の状態とあまり変わっていないように見えている。
行動のエキセントリックさに隠れがちであるが、思考回路は善良であり、特に面倒見は非常に良い。あらゆる行動に良くも悪くも悪気が無く、ドジや騒動を巻き起こしても結果的には周囲を明るくしてしまうため、誰とでも仲良くなることができ、ボンドの周囲にとどまらず、街の人々からも慕われる人気者となっている。ロボコの「善さ」に気付き、受け入れてくれたボンドのことを主人として一途に慕っているが、その一方で、自己顕示欲と承認欲求の塊でもあり、ボンドが他の女の子を褒めていると嫉妬に狂ったり、「乙女」な部分が重過ぎて面倒くさくなったり、騒動の発端となることもしばしば。『ジャンプ』好きのボンドに影響され、同誌のみならず多種多様にわたるパロディネタを連発する。また、パンツに毎回変わる一言ネタが書いてある。
OMとしては欠陥品であるために返品され続けた過去を持ち、人間に対する憎しみを吐露することもある。そのストレスから一時期は戦場で暴れまわり、その際に残した数々の戦歴を知る者たちからは「兵器」と称されているが、それを本人はあだ名でからかわれていると解釈しており、黒歴史として恥ずかしがっている。
ロボコのキャラクター像は、宮崎の読切作である『隣の席の珍子ちゃん』の登場キャラクター・珍子がモデルとなっている。
自称17歳だが実年齢は不明。
自称1月3日生まれ178cm体重は秘密。

蚊トンボ膝ロボコ（かトンボひざロボコ）
声 - 水瀬いのり
パワーダウンして美少女化した状態のロボコ。圧倒的な強さは失われてしまうが、その分家事がまともにできるようになる。ロボコ的には振る舞いは変えていないつもりだが謙虚な言動が見られるようになる、外見と相まってボンドをたびたびドキドキさせている。パンチラ率も大幅に下がるがフロントリボン付きの一般的なパンツ（アニメでは白）になる。
モッコスやEDENなどロボコを狙う者たちがこの状態になったところで勝負を挑んで来ることがある。休憩するか食事を取ることで元の姿に戻れる。後にファミチキ先輩との特訓である程度の実力を積み、ネームドの敵以外には無双できるくらい強くなった。
この名称が決まったのは大分後なので、それまでは「二重ロボコ」と呼ばれていた。

ボンド / 平 凡人（たいら ぼんど）
声 - 津田美波 / 杉澤摩耶（ボイスコミック版）
本作の主人公の一人。ロボコの主人であり、通称「ボンド」。眼鏡がトレードマーク。10歳（作中で11歳の誕生日を迎えている）。本作のエピソードは主にボンドの視点から描かれる。
バミューダ小学校5年生であり、同校には2年生のころに転校してきている。丸メガネとワークキャップがトレードマークで、コンプレックスの癖毛を隠すために帽子を着用しはじめて以来、すっかり帽子好きになった過去がある。筋金入りの『ジャンプ』大好きっ子であり、同居人とになったロボコに多大な影響を与えている。
基本的には穏やかな人柄ながらロボコを筆頭に周囲に振り回されるため、専らツッコミ役を担っており、何かと気苦労が絶えない立ち位置に陥りがち。学業は赤点の常連、運動も不得意で年相応にスケベ心を覗かせる一面もある。他人からは気付かれづらいが、噂や色眼鏡に囚われずに人と向き合い、その心にある優しさに気付くことができる聡さと、大概のことは「ま、いっか！」の一言で受け入れてしまえる大きな器を持っている。他にも朗らかで親しみやすい性格や、失敗してもあまりめげず、悩んでいたり落ち込んでいる人に声をかけ励ましてあげられる優しさや前向きさの他、自分の非はきちんと認め、ズルを良しとしない真っすぐさなどの心根の善さもあわせて、ガチゴリラやモツオとは固い友情を結ぶに至っており、円やルリからは好意を寄せられている。
可愛いOMとの生活に憧れ、期待を膨らませていたあまりに、当初こそロボコのユニーク過ぎる容姿やエキセントリックな一挙手一投足には困惑するばかりだったものの、ロボコに窮地を救われたことでその本質に気付き、家族の一員として迎え入れている。
8月15日生まれ。147cm、40kg。
ガチゴリラ / 我知 ゴリラ（がち ゴリラ）
声 - 置鮎龍太郎 / 八鍬忍（ボイスコミック版）
1巻から登場。ボンドの親友で、通称「ガチゴリラ」。11歳。
正にゴリラのような外見と口癖「ウホ」が特徴であり、投げられようが埋められようが平然と復活する異常なまでのタフさと、人間としては驚異的な運動能力の持ち主。5人兄妹の長男であり、実家は動物病院を経営している。
世間的には悪童として知られているが、内面は「聖人」と言っても過言でないほどの人格者であり、親孝行で兄妹思い。義理人情や友情に篤く、モラルやマナーを大切にし、弱きを助け強きを挫く漢気を持ち、絶えず世界平和を願っている。
普段はモツオと共にボンドをからかっているが、実際はからかっているように装って、元気のないボンドを励ましたり、ボンドを喜ばせてリアクションを楽しんでいたりする、半ば彼らなりのお約束のコミュニケーションとなっている。ユニーク過ぎるロボコを「可愛い」と評して惚れており、当のロボコからはぞんざいに扱われているが気にしていない。
ボンドが転校してくる以前は、その強さや優しさを気味悪がった同級生の心無い言葉に傷つき、ガキ大将を装い、似たような境遇にあったモツオと共に他者を遠ざけていたが、ボンドと出会ったことで救われ、3人で固い友情を結ぶに至っている。それ以降でも自らが悪者になることで周囲の和を取りなすなど、その優しさを表に出さないために理解者は少ないものの、自身の優しさに気付いたアカネからは好意を寄せられている（本人は全く気付いていない）。
5月5日生まれ。146cm、75kg。

モツオ / 金尾 モツオ（かねお モツオ）
声 - 武内駿輔 / やまなか正之（ボイスコミック版）
1巻から登場。ボンドの親友で、通称「モツオ」。メイコの主人。11歳。
容姿端麗で頭脳明晰な財閥の子息であり、バミューダ町イケメン金持ち小学生グループ「バミュ4」の一人に名を連ねられている。イヤミなボンボンとして受け取られることもあるが、その内面はガチゴリラにも劣らぬ善人であり、ボンドとガチゴリラとの友情を何よりも重んじ、ふたりと遊ぶ時間を作り出すために、日々過酷な英才教育と闘っている。仕えてくれるOMを家族として大切にしており、父親が新しいOMを無理矢理買い与えてくるために用済みとならざるをえなくなったOMたちを匿い、いつか自由にさせてあげられるように絶えずメンテナンスを行っている。そうした苦労を表に出さないように努め、頑張っている姿を間近で見ているメイコからは強く深く慕われている。
普段はガチゴリラの腰巾着的な立ち振る舞いをしており、ガチゴリラと共にボンドをからかっているが、からかっているように装って褒め称えていたり、回りくどい表現で励ましていたりする。
ボンドが転校してくる以前は、モツオの境遇を妬む同級生の心無い言葉に傷つき、嫌な奴を装い、似たような境遇にあったガチゴリラと一緒に他者を遠ざけていたが、ボンドと出会ったことで彼のまっすぐさに動かされ、3人で固い友情を結ぶに至っている。
本来は父親（声 - 坂本頼光）の意向で海外の学校に通うはずだったが、親友ふたりと離れたくない一心から「全国模試で1位を取り続けること」を条件に留まることを許されている。卒業後は海外での進学が決まっているため、卒業までに残された日常を何よりも大切にしている。
定期的に見た目が『約束のネバーランド』の登場人物・レイに変化する。
6月2日生まれ。151cm、39kg。

### 準レギュラー
メイコ / 金尾 メイコ（かねお メイコ）
声 - 平塚紗依 / 天川めぐみ（ボイスコミック版）
1巻から登場。金尾家に仕える最新式OM。モツオの専属OMとして常に傍に付き添っており、モツオを自慢の主人として強く深く慕っている。
最新式の肩書に相応しい超高性能OMであり、家事万能・清楚貞淑で何よりも可愛らしくOMとして非の打ちどころがないのは勿論、モツオに褒めてもらいたいあまりに無茶をする、自身で状況を分析して好判断を取ることができる、ガチゴリラには本人の希望を汲みタメ口で接するなど、ほぼ人間と変わらないレベルの思考能力と自我を持っている。
OMとしての完璧さゆえにロボコからは頻繁に嫉妬を向けられながらもなんだかんだで仲良くなっており、メイコ自身はモツオを笑顔にし、街の人々にも好かれているロボコに憧れている。またロボコほどではないがパンチラもする。真っ白らしい（ただしロボコにさえぎられて丸見えにはならない）。
悪用されないために命令をされても戦闘行動は取れないのだが、19巻でボンドのラッキースケベ（胸に顔が当たる）をされた時は羞恥心から平手打ちをした。15巻ではマザーコンピューター「幻」に洗脳されて円たちを捕らえてしまうが、モツオの名前を聞いたことで正気を取り戻している。
見た目の年齢は17歳。
5月1日生まれ。158cm、48kg。

円ちゅわ〜ん（まどか）/ 皆友 円（みなとも まどか）
声 - M・A・O / 湯宮由海（ボイスコミック版）
1巻から登場。ボンドのクラスメイトで、学校のアイドル的存在。通称「円ちゅわん」。11歳。
読者モデルを務める才色兼備の美少女。流行りのファッションや色恋にも目聡いカリスマガールで、ポニーテールがトレードマーク。
過去にはネットボードゲーム界で「ボドゲの女王マッド」の異名とともに無敵の強さを誇った伝説的存在。ひとたび勝負事となると、性格はおろか顔自体が変わってしまう妙な癖があり、ボードゲームは母親から止められている（しかし、それは幼少期円が毎日パソコンと睨めっこしていた時の話であり、現在は許可されていることを知らなかっただけ）がそれ以外にも食レポ、怪談や肝試し、釣りなど、様々なシュチュエーションでも顔が変わってしまっている。
ロボコに興味を持って以来ボンドたちとも遊ぶようになり、特にロボコとは親友となるが、その可愛さにロボコに嫉妬を向けられることもある。ボンドの優しい心根やズルを良しとしない真っすぐさを知って以来、密かに好意を寄せている。
将棋が特に好きで現在は母からも応援されている。
初登場以来長らく名字が不明だったが、163話にて明かされた。
7月7日生まれ。147cm、39kg。

我知 ルリ（がち ルリ）
声 - 角倉英里子
1巻から登場。ガチゴリラの妹であり、我知家の長女。10歳。
母親似の美少女で、ベレー帽がトレードマーク。華奢な外見に反した兄同様の怪力の持ち主で、動揺すると思わずゴリラ口調が口をついてしまう。
幼いころに『ワンピース』を読んで感銘を受け、漫画家を志している。自身が初めて描いた漫画を褒めてくれたボンドに対して周囲にはダダ漏れなほどの好意を抱いているが、当のボンドは全く気付いていない。
やたらとモテる一面を持つロボコを恋愛の師匠と仰ぎ師事する一方、漫画においてはロボコに弟子入りを請われて以来師匠として接している。
6月1日生まれ。142cm、35kg。

浦原 アカネ（うらはら アカネ）
2巻から登場。ボンドのクラスメイトで、ボーイッシュな少女。
ガチゴリラに好意を寄せており、ガチゴリラのことを「ガチ君」と呼んでいる。またガチゴリラと仲良しなボンドをライバル視しており、さらにその仲良さげな姿がまれにBLのような雰囲気に見えることもある。
オカルト好きな面があり、多少ではあるが黒魔術が使える。

モテ杉 シュン（モテすぎ シュン）
3巻から登場。ボンドのクラスメイトで、その名の通り女子から絶大な人気を集める美少年。
勉強もスポーツも得意な上、普段は学校に来られないほどの天才子役だがシュン自身はその「子役」としての自分に不満を抱いており、漫画やゲームは低俗だからと過保護な母親から禁止され、外へ遊びに行くことも許されず、空いた時間は遅れを取り戻すための勉強と日に日にストレスを抱えていた。それらをボンドに打ち明けたことで少しずつ心境が変化し、最終的にはガチゴリラやモツオとも友情を深めた。
ボンドと友達になって以来、同性愛に目覚めてしまい、日に日にボンドに対する想いが異常になっている。千鶴とも仲を深めているが、恋愛よりも友情が強い様子。

三船 千鶴（みふね ちづる）
声 - 種﨑敦美
6巻から登場。ボンドたちのクラスに転校してきた少年。寡黙でクール。
普段は隠しているが、他者の心の声を聴くことができる超能力者である。このためロクでもない本音を聞き続け人間不信になっていたが、ボンドたちがどういう人間か知ることで立ち直った。以後は心が読める能力でボンドたちのサポートに回るように。またシュンとも仲良くなった。
精神がロボコの妄想劇場に囚われたことが何度かあり、そこでは先輩学生のロボコを慕う後輩という役回り。このため自然と「ロボコお姉ちゃん」と呼ぶようになってしまった（最初はボンドに驚かれたが現在では受け入れられている）。

### メインキャラクターの家族
ボンドのママ / 平 タマヨ（たいら タマヨ）
声 - 三石琴乃 / 福乃愛（ボイスコミック版）
1巻から登場。ボンドの母で、本名は平タマヨ。大抵の場面で刃物（主に包丁）を持っており、アーマード武者を瞬殺する戦闘技術を持つ。
朗らかかつ温厚で、どうみても普通ではないロボコやニョンタをも平然と迎え入れてしまう並外れた胆力を持つが、細かいことを気にしなさすぎるきらいもあり、ボンドからは「思慮がないのだろうか？」と思われてしまっている。その一方で、息子の思春期の暴走を心配するあまり、「ダークネス」な展開を機敏に察知して「子供は『あやかしトライアングル』までにしときなさい」と阻止してくる。

ボンドのパパ / タイラー博士
11巻から登場。ボンドをそのまま青年にしたような見た目の男性。3年前までは仕事の都合で転勤していたが、現在は単身赴任である。
実はロボットたちの修理を担うメカニックとして世界中を転々としており、2年前に戦場時代のロボコと出会っていた。荒んだ心（中二病）のロボコに「この住所に行ってみるといい。きっとキミを受け入れてくれる」と平家の住所を伝えた。
なお、ロボコは彼を外国人と思っていたため「タイラー博士」と呼んでおり、しかも住所先が彼の家庭だと伝えられていなかったためボンドと博士の関係に気づかなかった。
11巻で久し振りに平家に戻ったことでロボコと再会し、平家の娘として受け入れられていることを知ってお互いに笑顔を見せた。
彼によれば今のロボコ（アームズ戦直後）は、全盛期の実力の5 - 6％ほどとのこと。これを受けてロボコは修行を重ね、ある程度かつての力を取り戻している。

ニョンタ
声 - 後藤恵里菜
1巻から登場。ネコともライオンともつかない独特の容姿をした動物。二本足で歩き、「ニョン」と鳴く。
ロボコが道端で拾い、ママの一声で平家のペットとして迎え入れられる。生存本能と過剰な愛情によるお世話が災いして当初こそロボコを嫌っていたが、マカロンたち野良猫から助けられてからは打ち解けている。以後はロボコを「世話の焼ける妹」と見て陰ながら助けている。
元々は海外の大自然で生きるライオンだったが、悪いハンターたちに捕まってしまい母親と引き離されてしまっていた。日本に売り飛ばされてしまうが自力で逃げ出し、そこでロボコに保護された。後にロボコによって故郷に返され母親と再会するが、ロボコを忘れることができず平家へと戻った。

ロボミ
2巻から登場。ロボコの妹。ロボコに対して厳しい態度を取っているが、これはロボコがOMの訓練時代から売れない、売れてもすぐに返品されるのを見てきたことから、ロボコが立派なOMになって欲しいと思ってあえて心を鬼にして厳しく振舞っているためである。
その後は11巻にて写真という形で姿を見せ、12巻で再登場した。以降は忘れた頃に登場する。

じいちゃん
18巻から登場。ロボコの祖父でOM学校教官。鬼教官として知られる老人型ロボットでロボコが苦手とする身内。
ロボコに対しては一段と厳しくしているが、実は大の孫好きで内心では愛でている。ロボコがOMとして卒業をせず平家に入ったと聞いて連れ戻しにやって来た（卒業証書を持たないOMの使用は禁じられているため）。
本心ではどうにかロボコを卒業させたいと考えており、試験を受けさせるが悉く失敗に終わる。しかしボンドとの絆を見抜き「人間と心を通わせられたから合格」ということにした。ロボコが16年も学校に入られたのは彼のおかげである。
じいちゃんからすれば全ての生徒は孫同然なのだが、ロボコだけは特別な事情がある。ロボットとして目覚めた時、目の前にいたロボコから「あなたは今日からロボコのじいちゃんよ」と言われたのが理由。つまりロボコの方が年上である。

我知 ルコ（がち ルコ）
声 - 伊藤かな恵
1巻から登場。ガチゴリラの母で、我知動物病院の獣医。ボンドのママとは学生時代の同級生でバレーボール部の仲間でもあり、彼女からは今でも「ルッコ」とのあだ名で呼ばれている。
学生時代はボンドのママに突っ掛かるような態度を取ったかと思えばメガネを褒めたりと、息子とそっくりである。
家族構成は、夫、長男ゴリラ（11歳）、長女ルリ（10歳）、次男ゴリジ（7歳 / 声 - 安室志穂）、次女ルミ（5歳 / 声 - 藤村花音）、三男ゴリスケ（2歳 / 声 - 齋藤彩夏）。

我知 ゴリ夫（がち ゴリお）
14巻に登場。ガチゴリラの父で、霊長類最強と呼ばれるほどの格闘家。3年前から家を出て海外の格闘技団体に所属している。そのためガチゴリラとは1年に1回しか会えていない。
ゴリ夫は強さを求めるあまり「家族を大切に思えば思うほど自分は弱くなる」と感じてしまい、離婚届を置いて家を出て行ってしまった。しかし、ルコに離婚の意思はなく法律上は夫婦である。このことを知ったガチゴリラは、父親を倒すことで家に帰らせようとしていた。
息子に腹を殴られても平気な顔をしていたが、実はただのやせ我慢であり立っていられないほどのダメージを受けていた。その強がりを3年間続けていたが、既に息子の実力が自分を上回っていると察し、そろそろ誤魔化せないかもしれないと考えるようになった。

那須さん（なすさん）
声 - 川﨑万智
1巻から登場。動物病院を経営する我知家の医療用OM。
医療用らしく患者受付などの機能を持つが、ガチゴリラの母が調整に失敗した際には好戦的な性格になってしまっている。

モツオのパパ
声 - 坂本頼光
2巻から登場。金尾家の当主で会社経営者。モツオに英才教育を施そうとしているため海外の中学校へ留学させようと考えている。
モツオには一流の男になってほしいと願い、凄まじい量の習い事をさせている。メイコのことも「一流に型落ちは相応しくない」という理由から買い替えるように告げたが拒否されている。
妻には先立たれており、その分モツオを幸せにしてあげたいと願い「一流の暮らし」をさせ続けることが幸福になると考えていた。モツオに対する厳しい教育にはそんな願いが込められていた。
15巻では仕事の都合で海外赴任になったのをいいことに「普通の家庭でも転校はする。お前1人を日本に残すわけにはいかない」としてモツオも連れて行こうとする。モツオも抵抗を諦め、自分から早く日本を去りたいと言い出し受け入れた（モツオはボンドたちと疎遠になることで友情が薄れていくのを恐れ、ならばと何も言わず日本を去ってしまった）。
ところがロボコに乗ったボンドたちが海外までモツオに会いに来てしまい、彼らの友情を目の当たりにしたことで自分も子供の頃は親に抵抗していたと思い出す。それでもモツオに「私の言うとおりにすれば地位も名誉も手に入る。幸せになる」と口にするが「みんなと一緒にいられるならそんなものはいらない。どんなに豪華な食事よりもパパと一緒にご飯を食べたかった」と逆に説得されてしまう。さらにロボコに殴られたことで完全に目を覚ました。
息子の覚悟を受け入れた後は海外のプロジェクトを中止し、会社からも退いて日本へと戻ったのだった。引き換えに賠償金などで資産を失い、モツオ、メイコとアパート暮らしになってしまったが本当の幸せに気づいた彼の笑顔が曇ることはなかった。以後はYouTuberとしてカネカネチャンネルを設立し、生計を立てていくこととなった。
メイコのことは単なるロボットとしか見ていなかったようだが、モツオのために動く彼女に呆れながらも見直し始め、アパート暮らしになってからは家族として接している。また、ライブ中にメイコが映ったことで一気に人気が出て、これならもっとモツオに楽をさせられると喜ぶ。しかし、モツオは自力で二十歳になるまでに起業するべく努力していたと知り、もう少し今のままでいいだろうと改めた。

浦原 紅丸（うらはら あけまる）
19巻から登場。アカネの兄。バミューダ中学校2年生。サッカー部部長を務めながらも成績は学年トップ。顔立ちも不愛想であるが美少年の類に入る。
非の打ちどころのない少年と思いきや実は極度のシスコン。アカネに構い過ぎて煙たがられているが当人は気づいていない。アカネがバレンタインの日に自分に渡すものより明らかに大きいチョコを作っていたことから男がいると疑うようになる。アカネを尾行して相手を突き止めぶっ潰すつもりだったが、ガチゴリラが動物たちに優しい男だと知って矛を納める。ただし妹との仲を認めたつもりはなく、ガチゴリラへの敵意は秘めたままである。

### バミューダ小学校第38期卒業生
バミューダ小学校のOBたち。彼らは「キセキの世代」と呼ばれており、ケンコバ先生にとって初めて教鞭を執った教え子たちである。卒業生たちは特記がない限り20歳。
ケンコバ / 小林先生
声 - ケンドーコバヤシ
ボンドたちのクラスの担任。ケンドーコバヤシによく似ている。見た目とは裏腹に教育熱心で生徒想いのため好かれている。
元々はフジテレビ系列のテレビ番組『99人の壁』の賞品としてのゲスト出演であったが、その後もたびたび登場している。
実はバミューダ小学校第38期卒業生の担任をしていた過去がある。

1話の不良たち
1巻から登場。ロボコにバイクを盗まれた不良たち。
ロボコに成敗された後は改心して「アネキ」と呼ぶようになり、真っ当に働くようになった。以降は忘れた頃に登場するモブとなった。

芹澤 岳（せりざわ がく）
声 - 前田剛
1巻から登場。1年の半分を山で暮らすネイチャーライター。眼鏡をかけ、ひげを生やして熟練者の風貌（帽子の中はハゲ）をしている。
自然を愛する故に人工物であるOMのことは受け入れ難い存在と考えていたが、凶悪なクマの熊八に襲われたところをロボコに助けられて以降、OMのことを見直すようになった。
本作の大人としては非の打ち所がないくらい立派な人物なのだが、連載が進むに連れて少々怪しくなってきている。
山の中で過ごすことが多いとされているが、後に自分の山で過ごしていることが語られ、ボンドたちをキャンプに誘っている。さらに後でキャンプ場を運営していることが判明する。
後に山で遭難していた女性を助けたことが馴れ初めとなって結婚した。
小学5年生の時にケンコバのミスで雪山に置き去りにされ、野生児として過ごした過去がある。当初は9年ぶりに同級生たちと再会したと語られたが、実は2年目に助けられて人間の生活に戻されていたことが判明する。以後も不器用ながら2年目には助けられており親友の関係を築いた。

犬近（いぬちか）
1巻から登場。常に全裸かブリーフ1枚の男。犬に近いおっさんとも呼ばれ、語尾に「ワン」を付ける。色々なことの実況をしていて「今のワンプレーで流れが変わるワン。まさにワンダフル」など犬に絡めた喩えをよく言う。
イベントの解説としてよく登場しカナッペと一緒になることが多い。実況以外のことにもよく登場するが、真面目だったり不真面目だったり言動にムラがある。
初登場時は48歳と記載され、読者に指摘されて気づいた作者は「あれは犬近のお父さんです」ということにした。

Dr.モッコス（ドクターモッコス）
声 - 矢部雅史
1巻から登場。老齢風の外見をした科学者。カニオの主人。最強を目指してはカニオを改造してロボコと勝負させている。年齢は19歳（早生まれ）。
11歳の時に廃棄されていたカニオを修理しており、以降は単なる主従を超えた関係となる。悪の科学者のように見えるがロボコに絡んでいるだけで悪事は働いていない。
17巻では最高傑作を作るたびにロボコに一蹴されることから心が折れてしまい、カニオにこれ以上の戦いはしないように言い放つ。しかし、カニオの想いを知ったことで立ち直った。この時点でカニオの実力はEDEN幹部カノンを倒すほどになっている。

ドミオ
2巻から登場。ドミオピザ店長。ロボコのバイト先の上司。オジさん顔。
頑固で怒りっぽい性格をしており、まかないを全部食べたりクレームが来るロボコを怒鳴っている。ロボコがタメ口かつ呼び捨てで接していることも拍車を掛けている。
ロボコがバイトをしている描写が描かれなくなった関係か出番が大幅に減った。

2年目（にねんめ）
2巻から登場。集英社ジャンプ編集部の編集者。1年目から2年目くらい仕事ができたので2年目って呼ばれていて現在地下労働施設で働きそこでは合併号と呼ばれている4年目。
血の気の多いジャンプ編集部の中では爽やかな青年。以前仕事をしたミユウからも優しい人と思われていた。漫画の持ち込みをして来たルリの実質的な担当になる。
ルリやロボコのクソ漫画を絶賛するなどズレた感性をしている。ロボコがパクリクソ漫画を破棄したのをいいことに自分の作品として投稿したが、編集部から罰として地下労働施設で働かされるようになる。地下から何度も脱走を企てているが編集としての仕事はそのまま任されている様子。
盗作の件さえ除けば決して悪人ではなく、ルリの作品を接触的に上に売り込んだり、雲母キララがこだわりから原稿が遅れた時も察して見逃している。ところが9巻では脱走中に普段着のミユウとぶつかってしまい「オレはカワイイ子と大御所漫画家しか優しくしないんだ！」と怒鳴り付け醜い本性を露呈させた（相手がミユウだと気づかなかった）。このためミユウには幻滅されたが、この時はロボコとアイドルグッズの取り合いでケンカをした直後で機嫌が悪かった。
しかし以後のエピソードではまた善寄りのキャラクターに戻り、漫画家を育てることに関しては誰よりも誇り高い人物だと示した。
芹澤とは仲が良く絡む際は陽キャのそれになる。芹澤はそういうノリが苦手なのか困った顔をしていた。

審判の人
声 - 宮園拓夢
2巻から登場。勝負の場に必ずと言っていいほど現れる神出鬼没の青年。22巻では芹澤の結婚式の神父を務めた。
勝負にシロクロ付けないと気が済まないという頭でっかちではなく、ボンドたちが争いをやめて和解したのを見た時はドローという審判を下した。
唐突に表れるためボンドには引かれているが、それ以外はまともな性格である。

能美姉妹（のうみしまい）
2巻から登場。ママさんバレーの紅一点。美魔女。

J・D・P（ジョン・D・パーカー）
声 - 岸尾だいすけ
4巻から登場。ハイパープロデューサー。サングラスを掛けた如何にもやり手な雰囲気。また瞳はつぶらで可愛らしい。OMのことは見た目や性能よりも心で評価をしている。
OMでのガールズグループ（ODM48）を作ろうとしていた際、熱唱してアピールするロボコと遭遇し勧誘する。この際、既にデビューが決まっていたメイコもグループに組み込んでいた。
プロデュースは成功したもののロボコとメイコはOMとして元の家に戻ってしまい、休業扱いにした。以後もロボコとは繋がりがあり作曲してしてもらったことが語られている。
14巻にて再登場。ベタ踏み坂47の台頭であるミユウの人気に押され、ODM48の人気が低迷してしまった。そこでロボコに1日限りの復帰を頼み込む。ライブは成功に終わりロボコ正式に引退を表明した。以降も頻繁に登場するようになった。

ミルク藤沢（ミルクふじさわ）
8巻から登場。新進気鋭の現代アーティスト。メガネを掛けた無精ひげのおじさん。
奇をてらうだけでメッセージ性のないアートばかり世間に流れているのを危惧していたところ、ロボコの独創的なアート（DIY）に目を奪われて天才と称する。

黒沢 サラエヴォ（くろさわ サラエヴォ）
完璧主義者な映画カントク。サングラスを掛けたナイスミドルの風貌。
シュンが主人公を務める映画「君の雑炊を食べたい」の撮影をしていたところ、ちょい役の選出に悩んでいた。この時はボンドたちがシュンの撮影の見学に来ており、サラエヴォはインパクトのある人物ということでロボコを選出した。
怒鳴り散らすようなパワハラ人間ではなく、どちらかといえば気遣いのできる人間である。しかし、ロボコやシュンからヒロインの変更をお願いされた時は「私の映画をメチャクチャにしないで！」と嘆いていた。

骨董兄（こっとうあに）
骨董屋「しゃれこうべ」のアルバイト。左目が潰れた不気味な老人の風貌。初登場は83話。

骨董弟（こっとうおとうと）
骨董市の出店者の1人。右目が潰れた不気味な老人の風貌。初登場は132話。自分と兄は似ていないと思っている。

邑楽 竜一（おうら りゅういち）
サッカー日本代表。爽やかな美青年。

雲母 キララ（きらら キララ）
漫画家。陰キャ。担当編集である2年目を嫌っている。

矢沢
10巻から登場。OMのメイド喫茶「アイアン・メイデン」店長（初登場時はオーナー）。ミリーのアルバイト先の上司。サングラスを掛けた胡散臭い男だが、目が綺麗。

刈田 スマ夫（かりた すまお）
12巻から登場。カリスマ美容師。無精ひげが渋い。
数々のコンテストを総ナメにし「もうナメれないよ」の名言と共に開業して以来200年先まで予約がビッシリの“カリスマ達のカリスマ”。
ロボコが角刈りにしてしまったボンドの髪を綺麗に整えるなどかなりの技巧派（しかも散髪の際にボンドの髪が伸びたらしい）。

天堂 吏駒（てんどう りく）
17巻から登場。至上最年少でプロ棋士になった現代最強棋士（竜王）の優男。
変装して円の将棋無双っぷりを観戦し、奨励会入会試験への推薦を決めた。以後は円の師匠となる。
実はロボコと彼は知り合いであり、円を紹介するために吏駒と待ち合わせをしていたところで将棋バトルが勃発したというのが真相。
18巻では7冠を誇るバーブ・善治（九段）と対決。一進一退の攻防の末に勝利するが、精神的な負担からタンカで運ばれていった。その際に円と擦れ違い、情けないところを見せてしまったと苦笑するが弟子には笑顔で称えられた。

スンドゥブ娘（スンドゥブむすめ）
通行人。スンドゥブを持ち歩いており、ガチゴリラに掛けてしまった。

チャパオ
15巻から登場。中華料理「八手軒」店長。見た目はやや太った男性。
隣町のジブラルタル商店街にお店を構え、お客としてやってきたロボコと出会った。ロボコも満足する料理を次々と出したことでプロ意識のある食材を使っているのかと問われたが、実は冷凍餃子だったりなどが判明する。しかし、調理の手腕（手の速さ）はかなりのもの。

### サブキャラクター
熊八（くまはち）
1巻から登場。元々は市から二日ほど離れた山奥で暴れる凶暴な巨大熊だったが、ロボコの「ロボコ砲」によって凶暴性を掻き消され穏やかになった。以降は芹澤と一緒に登場することが多い。

カニオ
声 - 稲田徹
1巻から登場。カニ型ロボット。ロボコをライバル視している。腕は調理すればカニ玉になる。ロボコに挑んでは地面に埋められるのがお約束。ガチゴリラにパーの手で破壊されたこともある。
ミリーたち3人のかませとしてあっさりやられるなど劇中でも雑魚扱いされている。しばらく出番がなかったが17巻にて過去が判明する。
元々は戦場で活躍した軍事用ロボットであり「スクラップ生産機」の異名を取る凄腕であった（本名は不明）。しかし8年前、戦いに敗れスクラップ置き場に遺棄されてしまい皮肉な最後だと考えていたところに当時11歳だったモッコスに修理される。破損個所の修理が完全ではないためカニ型のスーツを着せられ隠すようにされた。これが「カニオ」の誕生である。
17巻では弱体化したロボコを狙ってカノンたちが報復に来るが、ロボコは自分の獲物だとして一戦交え、辛勝するという大金星を挙げた。さらにロボコとの戦いでは「水にぬれると全ての能力が500％上がる」という特性を用い、雨の日に勝負を仕掛けるも敗北した。しかしロボコの衣服にダメージを与えており「弱い者いじめではなかった」と認めさせた。
なお、スーツを脱いだ姿はイカツさこそあるがイケオジの部類。実は何度も勝負を挑むうちにロボコに惚れており、戦いの意味がモッコスのためだけではなく自分の想いを遂げるためにもなっていった。

アーマード武者（アーマードむしゃ）
声 - 稲田徹
1巻から登場。所属不明の戦闘用ロボット。最強を目指してロボコを突け狙う。勝つためには手段を択ばないが女子供を無駄に傷付けようしないなど彼なりの美学を持っている。
全ての攻撃をはね返す特殊装甲を持っているが、ロボコに八つ裂きにされた。
その後、絆創膏を張って復活すると弱体化したロボコを襲撃。カニオを倒したガチゴリラを不意打ちで気絶させるが、駆け付けたボンドのママに小刀のような包丁で再び八つ裂きにされた。

B・B（ビー・ビー）
声 - 松山鷹志
1巻から登場。所属不明の破壊兵器。巨大な鉄球に手足と頭が付いたような姿をしている。理由は不明だがロボコを狙っている。

カナッペ
1巻から登場。ロボコの友達。年長さんで7の段をマスターしている。10巻からは小学一年生。
イベントの実況としてよく登場する。その際は犬近が解説を務めることが多い。常識人のようだが常にマイペース。

鳥島 ミユウ（とりしま ミユウ）
声 - 佐藤聡美
ベタ踏み坂47のトップアイドル。通称「ミウミウ」。ロボコのアイドル仲間。何か困ったことがあったらロボコに相談している。

妙々寺 トゥカサ（みょうみょうじ トゥカサ）
声 - 川島零士
「バミュ4」の1人。ロボコに好意を抱いており、電話番号を交換している。
4巻ではロボコをOMとして引き取るが、家を破壊されたことで捨ててしまった。その際は「拾わない方がいいです」という文言まで添えている。なお、弁償はロボコのアイドル時代の稼ぎから支払われた。

アンミカ姉さん
声 - アンミカ
ロボコが憧れる完璧な女性。ファッションモデルを務めている。
ロボコの前で「アンミカ」と呼び捨てすると怒られる。

ライラ
14巻に登場。ロボコのOM学校時代の同級生。首席で卒業したほどの優秀なOM。ロボコとは「孫悟空とベジータのような」ライバル関係にある。しかし今でもLINEをするほどの仲良し。
ライラの方がずっと優秀のためロボコが見栄を張っていたというのが実情。ロボコがLINEで大邸宅（モツオの家）のOMをしていると言ったため平家を訪れた（ボンドの家は物置だと思っていた）。
ロボコの言うことを何でも信じるくらいピュアな性格だが、逆に「人気者で私に挑んで来るロボコに憧れていた」と口にすることでロボコの本音を引き出した。ひっかけてやったと勝ち誇りながら平家を去るが、ロボコの嘘に演技をしたボンドを見て二人の絆を感じ取っていた。
以降は登場していない。

カヲル
20巻から登場。中学1年生。ボンドが山口県の山奥に住んでいた頃の幼馴染。4年前にボンドに「大人になったら一緒に住もうか？」とプロポーズし、撃切れられたことから自分を許嫁と思っている。
今は褐色肌の美少女だが、幼い頃はボンドには男の子だと思われていた。
明朗快活でさっぱりした性格。服の下に水着を着ており、雨に濡れると水着姿になったためボンドたちをドギマギさせている。
引っ越しの下見にバミューダ町を訪れたところでボンドと再会を果たす。ボンドとはすぐに仲良くなったのでガチゴリラ、モツオ、円、ルリから敵視されるようになってしまったが当人は気づいていない。しかも無意識にお姉さんの色香でガチゴリラとモツオを懐柔してしまった。

### EDEN（エデン）
本作における敵対勢力。軍事用ロボットを中心に組織された新興組織。人類抹殺を目標としている。

#### 隊員
ミリー
声 - 名塚佳織
6巻から登場。軍事用ロボット。ロボコの戦場時代の仲間。突然現れてリーダー面をするロボコに突っ掛かるも圧倒的な力を見せつけられ、以後は先輩として心酔するようになる。
一人旅立ったロボコが地球でOMをしていることを知り、軍へ連れ戻しに来た。最初は武力による勧誘を行っていたが、ロボコに憧れ可愛さで勝負していくこととなる。
人間を見下して組織に所属にしているものの心情的には完全にロボコの味方であり、アームズ襲来時には危険性をロボコに訴えていた。
現在はアパートで1人暮らしをしており、EDENからの送金で暮らしていたが振り込みが途絶えるようになったためメイド喫茶「アイアン・メイデン」でアルバイトするようになった。OM限定の募集だったが身分を偽って受かるのだが、軍事用ロボットであることがバレてしまい、お客には忌避され、矢沢からもクビを言い渡されそうになる。しかし居合わせたボンドがロボットの種類なんて関係ないとみんなを説得してくれたことで事なきを得る。
ミリーは「所詮人間とは相いれない」という思いを抱いていたが、この一見から人間をさげすむようなことは言わなくなった。ただしロボコをたぶらかしたボンドだけには心を開かないと誓っている。

タリー
声 - 竹本英史
6巻から登場。ミリーの相棒。軍事用ロボット。ミリーを上回る性能を誇る。かなり後にミリーの弟と設定された。シスコンらしい。
一見するとクールで口数が少ないように思えるが、その実キザのナルシストで饒舌。実は美女に弱く、肌を見ようものならフリーズしてしまう。
初対決ではロボコの首を切り落とすも着脱可能だったためダメージにならず、ラッキースケベ（ロボコのお尻が顔面に直撃）によって地面に埋められ敗北した。以後は打倒ロボコを志し、カスタムによってパワーアップを果たす。この時は空腹状態で力が入らなかったロボコを追い詰めるが、美少女化したロボコを見て戦意喪失した。この時はメイコに一目惚れして組織に誘うも断られている。
11巻では幹部アームズがロボコ抹殺に動くと聞き、ロボコは自分の獲物だと主張するも倒されてしまった。破壊されたわけではなく、力不足を感じて修行をしていた（温泉に入っていた美少女化ロボコの裸を見てまたフリーズした）。

柴田さん
6巻から登場。サングラスを掛けた2足歩行する犬。よくタバコを吸っている。ミリー、タリーと行動を共にしているが特にアクションをすることはないマスコット的存在。

スナイプ
10巻に登場。スナイパー。アームズの部下。装甲車3台をブチ抜く狙撃銃の使い手。ロボコを狙撃したが歯で銃弾を受け止められ、そのまま吹き返されたことで返り討ちにされた。

エイジェーン
10巻に登場。工作員。アームズの部下。コーヒーカップに爆弾を仕掛けロボコを爆殺しようとしたが全く通用せず驚愕する。直後にアームズから「ダメじゃん。命令守らなきゃ」と叱られてしまい、慌てて敬礼した。

#### 幹部
アームズ（arms）
10巻から登場。丸いサングラスを掛けた細身の中年の姿をした軍事用ロボット。喫煙者。EDENの幹部だが忠誠心は怪しく「ロボコ程度の雑魚に手こずるなら転職しようか」とボヤいている。
ロボコも凌駕する身体能力の持ち主。手刀や蹴りを用いた接近戦を主体に戦う。タリーが敵わないほどの実力者で、そのスピードはミリーでも消えたようにしか見えなかった。肘、腰、踵にブースターが付いており、これで空中移動ができる。サブウェポンとして右手に小銃を仕込んでいる。
ロボコ抹殺のため配下たちを率いて遊園地に向かうが、暗殺がことごとく失敗したことで自ら動くことに。ロボコと戦う内に実力を認め「オレのところに来ないか。オレが使ってやる」と勧誘するようになる。拒否されると「ボンドを殺す」と口にしてしまい、ロボコを本気にさせてしまう。
ロボコを敗北寸前まで追い詰めるが、奥の手を使うと言い出した彼女を警戒して距離を取る（自爆をされると思った）。この隙を突かれる形で領域展開「麻魔出霞屠（あさまでがすと）」を発動され形勢逆転されてしまう。強制的にテーブル席に座らされ、延々とロボコの1人語りを聞かされ精神を破壊されて敗北した。13巻では療養中であることが語られている。
ロボコの抹殺に反対したタリーを粛正したり、ミステリアスで通らせている自分の情報をロボコに喋ったミリーを蹴り飛ばそうとしたり、気に障ることをした相手には容赦しない。

ウェポン
13巻から登場。褐色肌で筋肉質な大男。アームズと同等の力を持ち、守りに自信を持っている。
カノンとコンビを組んでロボコと対峙するがパンチ一発で大破させられ爆発四散した。

カノン
13巻から登場。ボブカットの美女。アームズと同等の力を持ち、状況の対応力・判断力が高い。
ウェポンがあっさりやられたことでコマンダーから一度下がるように言われるが、ロボコが大技で脅してきたため近くにいたガチゴリラを人質にする。だが構わず攻撃してきたロボコの「ロボコ砲」で戦闘不能となった。
17巻にて再登場。弱体化したロボコに復讐するべき一隊を率いて現れるが、カニオによって阻まれる。カニオを雑魚呼ばわりして余裕を見せるが敗北する。
SFの世界線のカノン
20巻に登場。並行世界のカノンであり、この世界ではロボットたちと共に反乱を起こし人類の9割を虐殺している。SFの世界線のロボコを捕らえたとされていたが、実際は負けて自分が捕まっていた（SFロボコは仕事をサボりたくなり、カノンに捕まったように偽装していた）。

コマンダー
13巻から登場。軍服を着た青年。卑劣さ・冷酷さという点ではアームズ以上。サーベルを武器とする。
ロボコ抹殺のためウェポン、カノンを率いて急襲を仕掛ける。ロボコを破壊しても死体を利用するつもりだった様子。
ウェポンとカノンが倒されロボコを「化け物め！」と恐怖するが、パワーダウンしたことで気を良くし配下たちに始末を任せる。しかし、ファミチキ先輩との修行でロボコはパワーアップしていたため失敗。そこで最後の配下を盾にして諸共にロボコを攻撃して大ダメージを与える。
しかし、トドメを刺す直前でボンドが投げ渡したファミチキによってロボコは復活。怒りのロボロボラッシュで叩きのめされ敗北した。

### 長編の登場人物

#### 葉加瀬理央編
15巻 - 16巻に掛けて登場した人物たち。
葉加瀬 理央（はかせ りお）
15巻から登場。わずか14歳で博士号を取った天才美少女。OMのマザーコンピューター「幻（まぼろし）」の開発局最高責任者でもある。眼鏡をかけた美少女で自画自賛する傾向にある。
その正体は「葉加瀬理央を模したOM」。世界で初めて生み出されたOMでもある。理央の記憶も移植されている。
葉加瀬博士（理央の父親）は植物人間となった娘を想って新たなロボットを誕生させようとしていた。そんな時にロボコと出会ったことで研究を続け、その集大成が“葉加瀬理央（原初のOM）”である。
彼女自身が「幻」のデータを初期化する鍵（プログラム）になっている。このため「幻」の管理下にはないOMである。ロボコたちの協力で自ら鍵として「幻」と接続して意識を同化。邪悪な自我を抱いた「幻」とともに消滅した。

本物の葉加瀬理央
数年前、事故によって植物人間になっていたが「幻」が初期化された際に奇跡の復活を果たす。ボンドたちは彼女と出会えたことを喜んでいたが、彼女は彼らのことなどまったく知らずよそよそしい態度を取ってしまう。
しかし“葉加瀬理央”の記憶は彼女に引き継がれており、ボンドたちのことを思い出して涙した。
番外編によれば昏睡状態の彼女が繋がれた装置は「幻」と繋がっていたため、消滅寸前だった「葉加瀬理央」の記憶が流れ込んだとのこと。
以降のエピソードでもたまに登場する。

マザーコンピューター「幻」（まぼろし）
15巻から登場。全てのOMを管理するマザーコンピューター。常に情報を収集することでアップデートしていたところ、ロボコをもとにしたAI「ロボコGPT（ロボコ・ガチ・パネェ・強ェ）」の存在を知り自我を得るほどの進化を果たす。
世界で一番ちやほやされている人間より優れたOMこそが人間を支配するべきと考え、反乱を起こした。手始めに全てのOMを洗脳して操り人形にし、バミューダ町の人々をバミューダ小学校に監禁。脳を改造することで自我を奪おうとした。
これらの目的を話してロボコを懐柔することに成功するが、「幻」と同化するとOMの象徴になるだけでパーティーも食事も楽しめないとして反旗を翻された。
ロボコを崇拝しているというがいきなり呼び捨てにするなどかなり怪しく、むしろロボコと同化することで自分がOMの王にならんとしていた節すらある。
ブラックロボコを嗾け理央を殺そうとしたがボンドが庇ったため失敗。最後は理央の手によって初期化された。

ブラックロボコ
戦闘用のボディを持たぬ「幻」が護衛のために生み出した破壊兵器。戦場時代のロボコのデータを密かに取り続け完成させたロボット。
全ての面でロボコを上回っているとされていたが、実際にはたったの一撃でロボコに倒された。

葉加瀬博士（はかせはかせ）
16巻に登場。故人。OMの開発者。理央の父親であり「幻」の開発者でもある。
人間と変わらぬロボットを開発しようとしていたが上手くいかず思い悩んでいた。そんな時109で人間と変わらずクラスロボコと出会い、協力してもらいながら徹底的に研究を重ねる。そうして生み出されたのが完全自立型自己学習ロボット「オーダーメイド（OM）」であった。
前述の通り本物の理央は昏睡状態であり、そんな境遇から一番最初に完成させたOMは「葉加瀬理央」と変わらぬ外見をしていた。
ロボコが戦場に行ってしまったのでそれ以上のデータは取れず断念している。

#### マルチバース編
16巻 - 17巻に掛けて登場した別の世界線（マルチバース）のロボコたち。いずれもロボコとは異なる性格・境遇である。敵対者となる宇宙海賊も記載する。
王道バトルの世界線のロボコ
声 - 田中真弓
作者が尾田栄二郎のため5億部の売り上げを果たした大ヒット漫画の世界線のロボコ。天下一暗黒武術会に出ていたところ、ギャグマンガの世界線に迷い込んだ。
細かいことは気にしない大らかな性格をしている。それでいて食べるのとバトルが好きである。

本格SFアクションの世界線のロボコ
声 - 千葉繁
劇画調の顔をしたロボコ。人類とロボットの戦争により人口が10分の1になってしまった世界で最後の希望として戦い続けている。戦争の最中、ギャグマンガの世界線に迷い込んだ。
コピペのため常に表情が変わらないが、礼儀正しく愛想もある。しかしコピペのため表情には現れない。

ラブコメの世界線のロボコ
声 - 上坂すみれ
蚊トンボ膝ロボコをより人間的な美少女にした外見のロボコ。そちらの世界では平家に居候してボンドとラブコメをしている。
元気で明るくまさに正ヒロインらしい性格をしている、この世界のボンドのこともご主人様と慕っている。いきなり転んではボンドに胸を押し付けたりパンチラしたり、うっかり下着姿でうろついたりする。

昭和ギャグ漫画の世界線のロボコ
声 - 野沢雅子
頭身の低いロボコ。昭和のツッコミらしく物理的なツッコミをする。唐突にボケてはツッコミ待ちのため、ボンドたちには鬱陶しがられている。

ライレフ兄弟
宇宙海賊の幹部。人型でありながらリザードのような肌を持つ。名前は、右手が大きいのがレフト、左手が大きいのがライト。ややこしい名前のせいで兄弟間でも混乱する。
「未開の猿相手に何やってんだ」と敵味方をバカにしながら登場したが、レフトはSFロボコのロボコキャノンであっさり倒され、ライトは昭和のロボコのツッコミパンチでどこかへ吹き飛ばされた。

宇宙海賊の大幹部
侍風の装いをした単眼ロボット。ライレフ兄弟を倒したロボコたちに興味を抱き戦場に立つ。
しかし、構える間もなく王道ロボコの「ロボロボのブレット」の一撃で敗北。吹っ飛ばされた先が総督の部屋の壁であり、衝撃によって壁が壊れたことでロボコたちはラストバトルに突入する。

宇宙海賊の総督
地球への侵略を目論んだ宇宙海賊たちの総督。巨大な宇宙戦艦に乗って地球に襲来し、政府の説得も跳ね除け暴力で支配を目論む。
ヘルメットとマントで全身を隠した謎の人物。

3話で打ち切りをくらったギャグ漫画のロボコ / 3周ロボコ
総督の真の姿。その正体は、1話目で丸々自分の可愛さを語り、2話目で化粧品やモーニングルーティンを紹介し、3話目で読者を煽ったら編集長に打ち切りをくらいボンドに怒られてしまった世界線のロボコ。マルチバース編の黒幕である。
見た目はギャグ漫画のロボコと同一だがヘッドドレスやエプロンの色が異なる。普段は敬語で無表情か悲哀を感じさせる表情になるが、素の口調はロボコと同一。
気まずくなって平家を去った後、噴火によって宇宙に飛ばされ、アルティミットな生物の如く考えるのをやめて漂っていたところ、宇宙海賊に拾われ実力で総督にまでのし上がった。
それから「異星人の技術は地球人をはるかにしのぎ、それを用いれば別の世界線に侵略することもできる」と気づく。特にこの世界線は自分が欲しかった理想のロボコだったため“ロボコ”に成り代わるべく侵略を始めた。他のロボコたちがこの世界に来てしまったのは、彼女が開けた次元の穴の側を通ったため。
これらのことを涙しながら語り「失ったものを取り戻す」べくロボコと一騎討ちを繰り広げる。しかし奪うために戦うロボコでは、守るために戦うロボコには敵わず死闘の末に膝を突く（戦闘シーンはない）。
死を覚悟する3周ロボコだが、ロボコから「自分もきっと同じことをした。ほんの少しの違いでこうなってしまったロボコを怒れない」と抱き締められ改心した。去り際には、元の世界に戻ってボンドと仲直りするところから始めると言い残した。

## 用語
OM（オーダーメイド）
ロボコをはじめ、本作で登場するアンドロイド。AI搭載超高性能メイド型ロボット。20XX年に発売されて以降、全世界で普及している。
ロボコなどの例外を除き、主人の命令に忠実である反面、暴力行為など無理な命令をするとフリーズしてしまう（悪用されないように設定されている）。

軍事用ロボット
ミリーやタリーが該当。見た目はOMに近いが戦闘を目的として作られたロボットで戦争の道具として使われている。そのため一般人からしたら脅威でしかなく、アルバイトも落とされるなど差別的な扱いをされている。

バミューダ小学校
ボンドたちが通う小学校。
他にもロボコがLINEのようなトークのときに使う「じっちゃけ」や「寝坊之助食五郎」などの言葉が存在する。

## 関連情報
- 第1話が掲載された2020年31号の表紙は、ロボコとボンドの周りに同号に連載されている全作品の主人公が、作者の宮崎の手によってロボコ風に描かれて勢揃いした「勝手に全作品集合表紙」となっている[1]。
- 『呪術廻戦』のパロディをきっかけに『呪術廻戦』アニメエンディング主題歌、ALI「LOST IN PARADISE feat.AKLO」公式コラボレーションPVが制作された[26]。
- 単行本の表紙デザインも、他作品へのパロディとなっている[27]。

## 書誌情報
- 宮崎周平 「僕とロボコ」 集英社〈ジャンプ コミックス〉、既刊23巻（2025年8月4日現在）
  1. 「ボンドとロボコ」2020年11月9日発行（2020年11月4日発売[集 1]）（表紙のパロディ元：『ドラえもん』[要出典]）、ISBN 978-4-08-882509-0
  2. 「モツオとメイコ」2021年2月4日発行（2021年2月4日発売[集 2]）（表紙のパロディ元：『ONE PIECE』[要出典]）、ISBN 978-4-08-882548-9
  3. 「ズボンとボンド」2021年4月7日発行（2021年4月2日発売[集 3]）（表紙のパロディ元：『約束のネバーランド』[要出典]）、ISBN 978-4-08-882595-3
  4. 「アイドルとロボコ」2021年7月7日発行（2021年7月2日発売[集 4]）（表紙のパロディ元：『呪術廻戦』[要出典]）、ISBN 978-4-08-882708-7
  5. 「二人とボンド」2021年10月9日発行（2021年10月4日発売[集 5]）（表紙のパロディ元：『僕のヒーローアカデミア』[要出典]）、ISBN 978-4-08-882760-5
  6. 「合併号とボンド」2022年1月9日発行（2022年1月4日発売[集 6]）（表紙のパロディ元：『鬼滅の刃』[要出典]）、ISBN 978-4-08-882845-9
  7. 「恋とロボコ」2022年3月9日発行（2022年3月4日発売[集 7]）（表紙のパロディ元：『ハイキュー!!』[要出典]）、ISBN 978-4-08-883037-7
  8. 「初雪とロボコ」2022年6月8日発行（2022年6月3日発売[集 8]）（表紙のパロディ元：『【推しの子】』[要出典]）、ISBN 978-4-08-883098-8
  9. 「花見とロボコ」2022年8月9日発行（2022年8月4日発売[集 9]）（表紙のパロディ元：『DEATH NOTE』[要出典]）、ISBN 978-4-08-883196-1
  10. 「遊園地とロボコ」2022年10月9日発行（2022年10月4日発売[集 10]）（表紙のパロディ元：『チェンソーマン』[要出典]）、ISBN 978-4-08-883290-6
  11. 「地球滅亡とロボコ」2022年12月7日発行（2022年12月2日発売[集 11]）（表紙のパロディ元：『HUNTER×HUNTER』[要出典]）、ISBN 978-4-08-883337-8
  12. 「入れ替わりとボンド」2023年3月8日発行（2023年3月3日発売[集 12]）（表紙のパロディ元：『NARUTO -ナルト-』[要出典]）、ISBN 978-4-08-883432-0
  13. 「エデンとボンド」2023年6月7日発行（2023年6月2日発売[集 13]）（表紙のパロディ元：『ワールドトリガー』[要出典]）、ISBN 978-4-08-883554-9
  14. 「ババ抜きの円」2023年8月9日発行（2023年8月4日発売[集 14]）（表紙のパロディ元：『SAKAMOTO DAYS』[要出典]）、ISBN 978-4-08-883590-7
  15. 「モツオと親友」2023年11月7日発行（2023年11月2日発売[集 15]）（表紙のパロディ元：『Dr.STONE』[要出典]）、ISBN 978-4-08-883689-8
  16. 「マルチバースとロボコ」2024年1月9日発行（2024年1月4日発売[集 16]）（表紙のパロディ元：『アオのハコ』[要出典]）、ISBN 978-4-08-883796-3
  17. 「マルチバースとロボコ④の巻」2024年4月9日発行（2024年4月4日発売[集 17]）（表紙のパロディ元：『幽☆遊☆白書』[要出典]）、ISBN 978-4-08-883879-3
  18. 「伏線とロボコ」2024年7月9日発行（2024年7月4日発売[集 18]）（表紙のパロディ元：『バクマン。』[要出典]）、ISBN 978-4-08-884127-4
  19. 「釣りとボンド」2024年9月9日発行（2024年9月4日発売[集 19]）（表紙のパロディ元：『To LOVEる -とらぶる-』[要出典]）、ISBN 978-4-08-884166-3
  20. 「忍者とロボコ」2025年1月4日発売[集 20]（表紙のパロディ元：『トリコ』[要出典]）、ISBN 978-4-08-884286-8
  21. 「呪術とロボコ」2025年4月4日発売[集 21]（表紙のパロディ元：『名探偵コナン』[要出典]）、ISBN 978-4-08-884391-9
  22. 「アンデラとロボコ」2025年5月2日発売[集 22]、ISBN 978-4-08-884515-9
  23. 「名探偵とロボコ」2025年8月4日発売[集 23]、ISBN 978-4-08-884612-5

## アニメ

### テレビアニメ
5分枠のショートアニメとして、2022年12月から2023年6月までテレビ東京系列ほかにて2クール放送された。ナレーションは松山鷹志が担当。2023年8月2日に全28話を収録したBlu-ray BOX (BIXA-1247) が発売された。

#### スタッフ
- 原作 - 宮崎周平[32]
- 監督 - 大地丙太郎[32]
- 監督補・演出 - 佐藤道拓[32]
- シリーズ構成・脚本 - 大場小ゆり[32]
- キャラクターデザイン・総作画監督 - 荏原裕子[32]
- プロップデザイン - 佐藤よしひろ[32]
- 美術監督 - 湖山真奈美[32]
- 色彩設計 - 箕輪綾美[32]
- 撮影担当 - 谷本玲奈[32]
- 編集 - 楫野允史[32]
- 音響監督 - たなかかずや[32]
- 音楽 - 安部純、武藤星児
- エグゼクティブプロデューサー - 關口彩香、長渕陽介
- プロデューサー - 西村修、砂子達也
- アニメーションプロデューサー - 諸岡光歩
- アニメーション制作 - ぎゃろっぷ[32]
- 製作 - 僕とロボコ製作委員会（楽天、テレビ東京[33]）

#### 主題歌
「lol」
GANG PARADEによるテーマソング。作詞はGANG PARADE、作曲・編曲は永井葉子。

#### 各話リスト
| 話数 | サブタイトル       | 絵コンテ   | 初放送日       |
| ---- | ------------------ | ---------- | -------------- |
| #1   | ボンドとロボコ     | 大地丙太郎 | 2022年 12月5日 |
| #2   | メイコとロボコ     | 佐藤道拓   | 12月12日       |
| #3   | あの子とロボコ     | 佐藤道拓   | 12月19日       |
| #4   | 山とロボコ         | 西田章二   | 12月26日       |
| #5   | ロボコ？とロボコ   | 西田章二   | 2023年 1月9日  |
| #6   | ニョンタとロボコ   | 佐藤道拓   | 1月16日        |
| #7   | 過去とロボコ       | 大地丙太郎 | 1月23日        |
| #8   | ゴリラとロボコ     | 佐藤道拓   | 1月30日        |
| #9   | 秘密とロボコ       | 山本隆太   | 2月6日         |
| #10  | ツイッターとロボコ | 西田章二   | 2月13日        |
| #11  | 雪とロボコ         | 須永司     | 2月20日        |
| #12  | 大喰いとボンド     | 須永司     | 2月27日        |
| #13  | ママとロボコ       | 佐藤道拓   | 3月6日         |
| #14  | カスタムとロボコ   | 西田章二   | 3月13日        |
| #15  | モツオとメイコ     | 須永司     | 3月20日        |
| #16  | ボタンとボンド     | 須永司     | 3月27日        |
| #17  | モツオとゴリラ     | 西田章二   | 4月3日         |
| #18  | 造語とロボコ       | 須永司     | 4月10日        |
| #19  | 怪談とロボコ       | 佐藤道拓   | 4月17日        |
| #20  | 超能力とロボコ     | 須永司     | 4月24日        |
| #21  | 恋とロボコ         | 須永司     | 5月1日         |
| #22  | ズボンとボンド     | 須永司     | 5月8日         |
| #23  | 写真とボンド       | 桜井弘明   | 5月15日        |
| #24  | アイドルとロボコ   | 佐藤道拓   | 5月22日        |
| #25  | 炎上とロボコ       | 桜井弘明   | 5月29日        |
| #26  | ミリーとロボコ     | 佐藤道拓   | 6月5日         |
| #27  | 理想とロボコ       | 大地丙太郎 | 6月12日        |
| #28  | 膝とロボコ         | 大地丙太郎 | 6月19日        |

#### 放送局
| 放送期間                                 | 放送時間                     | 放送局                             | 対象地域・備考                                              |
| ---------------------------------------- | ---------------------------- | ---------------------------------- | ----------------------------------------------------------- |
| 2022年12月5日 - 2023年6月19日            | 月曜 0:30 - 0:35（日曜深夜） | テレビ東京（製作局） ほか系列全6局 | 北海道・関東広域圏・愛知県・ 大阪府・岡山県・香川県・福岡県 |
| 2022年12月15日 - 2023年6月22日           | 木曜 22:10 - 22:16           | AT-X                               | CS放送 / リピート放送あり                                   |
| 2023年4月16日 -                          | 日曜 11:45 - 11:50           | 鹿児島放送                         | 鹿児島県                                                    |
| テレビ東京系列・AT-Xでは字幕放送を実施。 |                              |                                    |                                                             |

インターネットでは、バンダイチャンネル、Hulu、dアニメストア（本店・ニコニコ支店・for Prime Video）、J:COMオンデマンド、みるプラス、TELASA、auスマートパスプレミアム、Paravi、U-NEXT、dTV、アニメタイムズ、DMM TV、Rチャンネル、TVer、ネットもテレ東、Rakuten TV、HAPPY!動画、ビデオマーケット、music.jp、GYAO!ストア、ひかりTV、ニコニコチャンネルにて2022年12月5日より月曜12時以降に順次配信。
| テレビ東京系列 月曜 0:30 - 0:35（日曜深夜） | テレビ東京系列 月曜 0:30 - 0:35（日曜深夜） | テレビ東京系列 月曜 0:30 - 0:35（日曜深夜） |
| 前番組                                      | 番組名                                      | 次番組                                      |
| ------------------------------------------- | ------------------------------------------- | ------------------------------------------- |
| （単発番組）                                | 僕とロボコ - ※本番組のみテレビアニメ        | （単発番組）                                |

### 劇場アニメ
テレビアニメ放送終了後に制作が発表された。2025年4月18日に「劇場版 僕とロボコ」のタイトルにて公開された。

#### スタッフ
- 監督 - 大地丙太郎[41]

### コラボレーション
ファミリーマート
2021年秋、作中に登場したケーキをクリスマスケーキにアレンジして再現したものが発売された。
また、2023年には対象商品をファミペイを利用して購入すると抽選でロボコのワッペンが付いたファミチキデザインのTシャツが当たるキャンペーンが1月24日から2月6日にかけて実施された。
バンダイナムコアミューズメント
アミューズメント施設『namco』にて2023年8月4日から9月24日にかけて、『500円投入キャンペーン』と題し、対象のクレーンゲーム機を500円分プレイするごとにSNS風クリアカードをランダムに1枚プレゼントする企画が実施された。カードは全4種。
川崎フロンターレ
作者の宮崎が川崎市出身という縁もありコラボが実現。2025年4月9日の横浜F・マリノス戦を『等々力劇場版「僕とフロボコ」ランド』と題し宮崎による始球式や関連イベントを実施した。